# Little Willie Littlefield

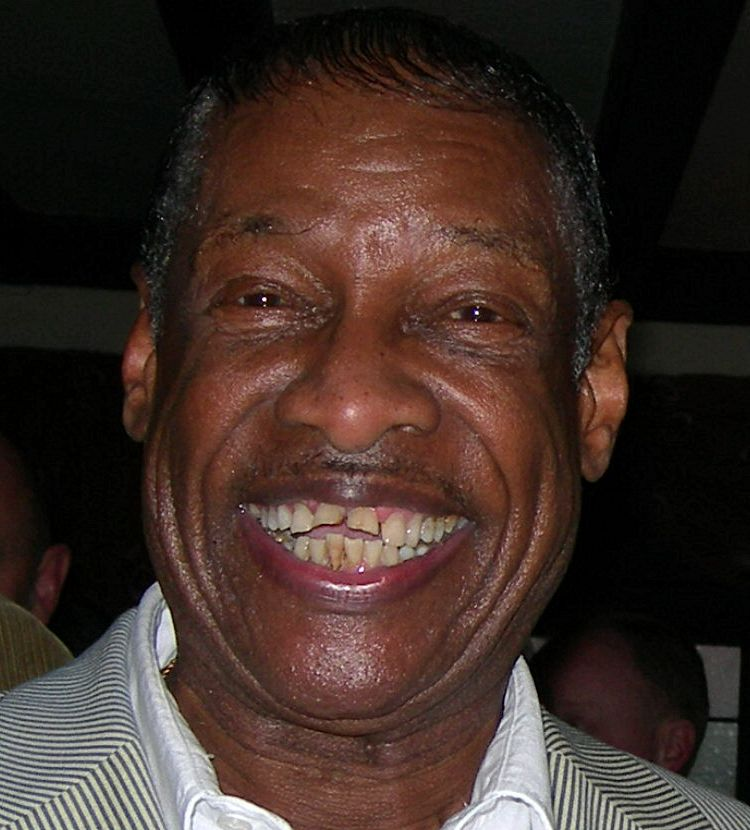
Little Willie Littlefield, April 2006 in Deutschland

Little Willie Littlefield (* 16. September 1931 in El Campo, Texas; † 23. Juni 2013 in den Niederlanden) war ein US-amerikanischer Boogie-Woogie-Pianist, -Sänger und Songwriter.

## Frühe Erfolge
Über Littlefields Kindheit und frühe Plattenkarriere ist wenig bekannt. Er lernte Klavier und Gitarre unter dem Einfluss seiner Baptistengemeinde. Erste Aufnahmen machte er 1948 für das kleine Rhythm-&-Blues-Label Eddie’s Records in Houston. Im August 1949 wurde er von einem der Inhaber des mächtigen R&B-Labels Modern Records – Jules Bihari – entdeckt; dieser war auf der Suche nach einem talentierten Bluesinterpreten wie Amos Milburn. Die erste Aufnahmesession für Modern fand noch in Houston statt, wo Littlefield mit seinem Freund Don Wilkerson (Tenorsaxophon) am 1. März 1949 den Titel Drinkin‘ Hardacol aufnahm. Am 1. Juli 1949 folgte Farewell, das als A-Seite der im Oktober 1949 erschienenen Single (Modern #709) diente und gleich Rang fünf der Rhythm & Blues-Hitparade erreichte. Kurz danach zog Littlefield nach Los Angeles, dem Standort von Modern Records. Hier entstand der noch erfolgreichere Titel It’s Midnight, der nach Veröffentlichung im August 1949 gar den dritten Rang der Charts erklomm. Innerhalb von drei Monaten entstanden mit der Begleitband Jimmy „Maxwell Street“ Davis (Saxophon), Chuck Norris und Johnny Moore (Gitarre) sowie Al Wichard und Jessie Price (Schlagzeug) bis Dezember 1949 insgesamt 22 Titel, doch weitere Singles aus diesem Repertoire gelangten nicht mehr in die Charts. Nach insgesamt 13 Singles verließ er Modern Records im Jahr 1952 und erhielt einen Plattenvertrag mit dem noch jungen Label Federal Records, einem Tochterlabel von King Records.

## Neues Plattenlabel

Little Willie Littlefield – K.C. Loving

Bei Federal wurde er produziert von Ralph Bass. Bereits aus seiner ersten Aufnahmesession ging das von Leiber/Stoller komponierte Kansas City hervor, das Produzent Bass in „K.C. Loving“ umbenannte, weil es flotter klang. Der Song wurde am 18. August 1952 aufgenommen und nach Veröffentlichung am 29. Dezember 1952 als Federal #12110 ebenfalls chartmäßig nicht wahrgenommen, aber Jahre später entwickelte er sich unter dem ursprünglichen Titel Kansas City mit über 300 Versionen zu einem der am meisten gecoverten Rock-’n’-Roll-Songs. Enormen Bekanntheitsgrad erreichte hiermit Wilbert Harrison, dessen Version von Kansas City im Jahr 1959 drei Millionen Mal verkauft wurde. Am 18. August 1952 wurden noch drei weitere Leiber/Stoller-Kompositionen aufgenommen, nämlich Pleading At Midnight (B-Seite von K.C. Loving) und Striking on You Baby / Blood is Redder Than Wine. Ralph Bass gelang es jedoch nicht, Littlefield in die Hitparade zurückzubringen. Am 30. Oktober 1953 war dann für Littlefield bei Federal Records die letzte Aufnahmesession anberaumt, aus der vier Titel hervorgingen. Auch die hieraus gepressten zwei Singles blieben ohne Resonanz.

## Zäsur

Little Willie Littlefield – Ruby-Baby

Die gesundheitlichen Folgen eines schweren Autounfalls im Jahr 1954 hinderten ihn an Auftritten und Plattenaufnahmen. Erst im Juni 1957 veröffentlicht das Don Barksdale gehörende Rhythm Records in San Francisco eine Platte von ihm, die jedoch genauso erfolglos bleibt wie die nächsten vier Singles. Seine selbstkomponierte Single Ruby-Baby erscheint hier im November 1957. Seither konzentrierte sich Littlefield auf seine eigentliche Stärke – die Liveauftritte insbesondere bei Musikfestivals ab 1978 in Europa. Er erhielt eine Rolle in dem australischen Film Love in Limbo (Just one Night), einer Komödie über Liebe und Rock & Roll, die am 20. Mai 1993 in Australien in die Kinos kam.
Nach zahlreichen Auftritten auf verschiedenen Festivals, unter anderem auf dem Montreux Jazz Festival, legte er im Jahre 2000 eine 5-jährige kreative Pause ein. Littlefield lebte zuletzt in den Niederlanden und spielte dort häufig auf dem jährlich stattfindenden International Boogie Woogie Festival Holland mit, aber tourte auch durch Deutschland und Österreich, 2007, mit Michael Pewny.

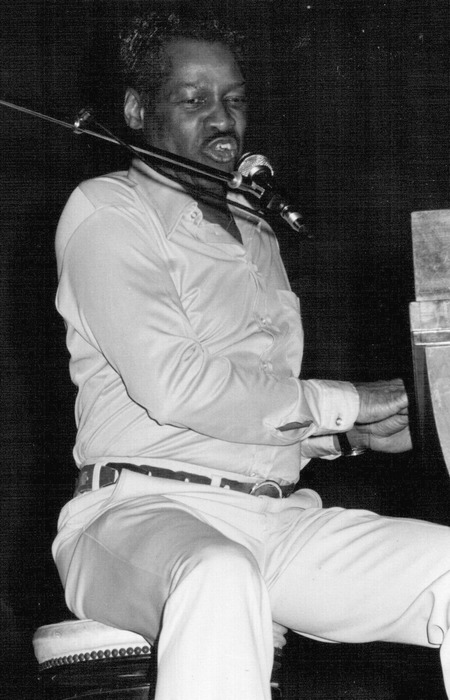
Little Willie Littlefield 1980 in Frankreich

## Diskografie (Auswahl Singles, mit Aufnahme- oder Veröffentlichungsdatum)
als Willie Littlefield And His Orchestra
Eddie's Records:
- Little Willie's Boogie / My Best Wishes (#1202), 1948
- Chicago Bound / What's The Use (#1205), 1948
- Boogie Woogie Play Girl / Swanee River (#1212), 1948

als Little Willie Littlefield
Freedom Records:
- Littlefield Boogie / (Goree Carter: Sweet Ole Woman's Blues) (#1502), 1948

Modern Records:
- It's Midnight / Midnight Whistle (Instrumental) (#20-686), August 1949
- Farewell (1. Juli 1949) / Drinkin' Hadacol (1. März 1949) (#20-709), Oktober 1949
- Come On Baby (Juli 1949) / Merry Xmas (Oktober 1949) (#20-716), November 1949
- The Moon Is Risin (Oktober 1949) / Frightened (Dezember 1949) (#20-726), 1949
- Your Love Wasn't So (November 1949) / Rockin' Chair Mama (Februar 1950) (#20-729), Februar 1950
- Tell Me Baby (November 1949) / Why Leave Me All Alone (Dezember 1949) (#20-747), April 1950
- Cheerful Baby / Happy Pay Day (Juni 1950) (#20-754), 1950
- Trouble Around Me / Hit The Road (Februar 1950) (#20-775), Oktober 1950
- Little Lora Wiggins (mit Little Willie Littlefield Piano/Gesang): You Never Miss A Good Woman 'Till She's Gone / Ain't A Better Story Told (Dezember 1950) (#20-781), 1951
- I've Been Lost / Once Was Lucky (Februar 1950) (#20-801), März 1951
- Lump In My Throat (Tears In My Eyes) / Mean Mean Woman (#837), Oktober 1951
- Life Of Trouble (November 1950) / Too Late For Me (1. August 1951) (#854), Januar 1952

Federal Records:

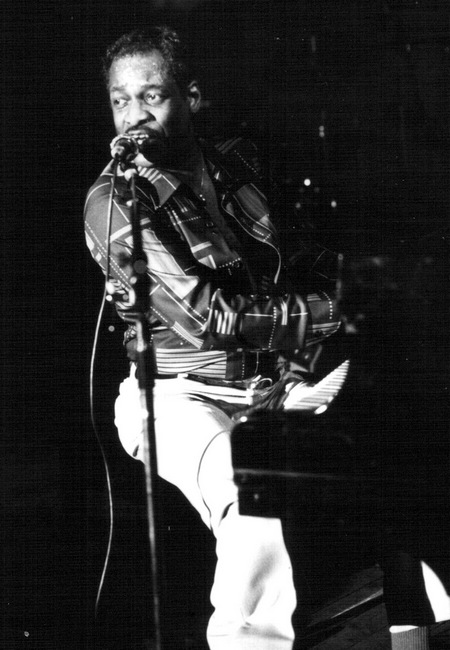
Little Willie Littlefield 1980 in Frankreich

- mit Lil Greenwood: Monday Morning Blues / My Last Hour (#12082), 1952
- Striking On You Baby / Blood Is Redder Than Wine (18. Februar 1952) (#12101), 1952
- Little Esther mit Little Willie: Last Laugh Blues / Flesh, Blood And Bones (#12108), 1952
- K.C. Loving / Pleading At Midnight (18. Februar 1952) (#12110), Dezember 1952
- Little Esther mit Little Willie: Turn The Lamps Down Low / Hollerin´ And Screamin´ (25. Juli 1952) (#12115), Februar 1953
- The Midnight Hour Was Shining / My Best Wishes And Regards (9. Juni 1953) (#12137), 1953
- Miss K.C.’s Fine / Rock-A-Bye Baby (9. Juni 1953) (#12148), Oktober 1953
- (Please Don’t Go) O-o-o-oh / Don't Take My Heart, Little Girl (30. Oktober 1953) (#12163), 1954
- Falling Tears / Goofy Dust Blues (30. Oktober 1953) (#12174), März 1954
- Jim Wilson Boogie / Sitting On The Curbstone (9. Juni 1953) (#12221), 1954

Rhythm Records:
- Mistreated / Baby Shame (#107), Juni 1957
- Ruby-Ruby / Easy Go (Instrumental) (#108), November 1957
- I Need A Payday / I Want A Little Girl (#115), 1958
- Theresa / The Day The Rains Came (#124), 1958
- Goodbye Baby / I Wanna Love You (#130), 1958

BLUES CONNOISSEUR:
- Mac’s Old House / San Jose Express (#1008)
- Willie’s Blues / I’ll Tell The World I Do (#1011)